# فیتسینجووانا باکارو
فیتسینجووانا باکارو (به لاتین: Fitsinjovana Bakaro) یک منطقهٔ مسکونی در ماداگاسکار است که در آمبوهیدراتریمو واقع شده‌است. فیتسینجووانا باکارو ۲۲٬۰۵۰ نفر جمعیت دارد و ۱٬۵۶۶ متر بالاتر از سطح دریا واقع شده‌است.